# Rzeżuszka
Rzeżuszka (Hutchinsia) – rodzaj roślin z rodziny kapustowatych wyróżniany w wielu ujęciach systematycznych w XIX i XX wieku. W 1982 wykazano błąd w diagnozie taksonomicznej rodzaju, który spowodował uznanie nazwy naukowej rodzaju za synonim Noccaea, przy czym większość gatunków tu zaliczanych trafiła do rodzaju Hornungia. Mimo to dawne ujęcie systematyczne pozostaje czasem w użyciu i m.in. przedstawiciel flory Polski – rzeżuszka alpejska wymieniona została w publikacji z 2020 roku pod nazwą Hutchinsia alpina.
Łacińska nazwa rodzaju pochodziła od nazwiska żyjącej na przełomie XVIII i XIX wieku irlandzkiej botaniczki Ellen Hutchins.

## Systematyka
Rodzaj opisany został w 1812 jako obejmujący Iberis rotundifolia, który to gatunek wcześniej jednak wskazany został jako typowy dla rodzaju Noccaea Moench (jako Noccaea rotundifolia (L.) Moench). Zauważone i opisane to zostało dopiero w 1982 roku, czego konsekwencją było uznanie nazwy Hutchinsia za synonim Noccaea. Gatunki zaliczane w XX wieku do rodzaju Hutchinsia trafiły głównie do rodzaju Hornungia.
Współczesna pozycja gatunków opisanych w obrębie rodzaju
- Hutchinsia affinis Gren. ex F.W.Schultz ≡ Hornungia alpina subsp. alpina
- Hutchinsia alba (Pall.) Bunge ≡ Smelowskia alba (Pall.) Regel
- Hutchinsia alpina (L.) W.T.Aiton ≡ Hornungia alpina (L.) O.Appel – rzeżuszka alpejska
- Hutchinsia aragonensis (Loscos & J.Pardo) Loscos & J.Pardo ≡ Hornungia aragonensis (Loscos & J.Pardo) Heywood
- Hutchinsia auerswaldii Willk. ≡ Hornungia alpina subsp. auerswaldii (Willk.) O.Appel
- Hutchinsia aurea Fenzl ≡ Chrysochamela velutina (DC.) Boiss.
- Hutchinsia australis Hook.f. ≡ Ballantinia pumilio (R.Br. ex DC.) Mabb.
- Hutchinsia brevicaulis Spreng. ≡ Hornungia alpina subsp. brevicaulis (Spreng.) O.Appel
- Hutchinsia brevistyla DC. ≡ Noccaea brevistyla (DC.) Steud.
- Hutchinsia calycina (Stephan ex Willd.) Desv. ≡ Smelowskia calycina (Stephan ex Willd.) C.A.Mey.
- Hutchinsia caulifera Schur ≡ Hornungia alpina subsp. brevicaulis (Spreng.) O.Appel
- Hutchinsia cenisia (Rouy & Foucaud) Bonnier ≡ Thlaspi cenisium Rouy & Foucaud
- Hutchinsia cepaeifolia (Wulfen) DC. ≡ Noccaea cepaeifolia (Wulfen) Rchb.
- Hutchinsia chinensis Steud. ≡ Hornungia procumbens subsp. procumbens
- Hutchinsia cochlearina J.M.Black ≡ Phlegmatospermum cochlearinum (F.Muell.) O.E.Schulz
- Hutchinsia corymbosa J.Gay ≡ Noccaea corymbosa (J.Gay) F.K.Mey.
- Hutchinsia diffusa Jord. ≡ Hornungia procumbens subsp. procumbens
- Hutchinsia drummondii (Benth.) J.M.Black ≡ Phlegmatospermum drummondii (Benth.) O.E.Schulz
- Hutchinsia eremaea J.M.Black ≡ Phlegmatospermum eremaeum (J.M.Black) E.A.Shaw
- Hutchinsia flavissima (Kar. & Kir.) Ledeb. ≡ Smelowskia flavissima Kar. & Kir.
- Hutchinsia foliosa Wedd. ≡ Mancoa foliosa (Wedd.) O.E.Schulz
- Hutchinsia font-queri Sauvage ≡ Hornungia alpina subsp. font-queri (Sauvage) O.Appel
- Hutchinsia grandiflora Soleirol ex Nyman ≡ Lepidium hirtum subsp. oxyotum (DC.) Thell.
- Hutchinsia hastulata DC. ≡ Noccidium hastulatum (DC.) F.K.Mey.
- Hutchinsia inopinata Kom. ≡ Smelowskia inopinata (Kom.) Kom.
- Hutchinsia loretii Jord. ex Nyman ≡ Hornungia procumbens subsp. procumbens
- Hutchinsia maritima Jord. ≡ Hornungia procumbens subsp. procumbens
- Hutchinsia ochrantha J.M.Black ≡ Phlegmatospermum cochlearinum (F.Muell.) O.E.Schulz
- Hutchinsia pauciflora (W.D.J.Koch) Nyman ≡ Hornungia pauciflora (W.D.J.Koch) Soldano, F.Conti, Banfi & Galasso
- Hutchinsia pectinata Bunge ex Ledeb. ≡ Smelowskia pectinata (Bunge ex Ledeb.) E.M.Velichkin
- Hutchinsia perpusilla Hemsl. ≡ Hornungia procumbens subsp. procumbens
- Hutchinsia procumbens (L.) Desv. ≡ Hornungia procumbens (L.) Hayek
- Hutchinsia procumbens Lecoq & Lamotte ≡ Hornungia pauciflora (W.D.J.Koch) Soldano, F.Conti, Banfi & Galasso
- Hutchinsia puberula N.Busch ≡ Hornungia procumbens subsp. procumbens
- Hutchinsia pumila (Steven) DC. ≡ Noccaea pumila (Steven) Steud.
- Hutchinsia pusillima Wedd. ≡ Hornungia procumbens subsp. procumbens
- Hutchinsia pygmaea Viv. ex Spreng. ≡ Noccaea brevistyla subsp. brevistyla
- Hutchinsia reticulata Griseb. ≡ Hornungia procumbens subsp. procumbens
- Hutchinsia revelierei Jord. ≡ Hornungia procumbens subsp. revelierei (Jord.) Giardina & Raimondo
- Hutchinsia sinensis Desv. ≡ Hornungia procumbens subsp. procumbens
- Hutchinsia sisymbrioides Regel & Herder ≡ Smelowskia sisymbrioides (Regel & Herder) Paulsen
- Hutchinsia speluncarum Jord. ≡ Hornungia procumbens subsp. procumbens
- Hutchinsia stilosa (Ten.) DC. ≡ Noccaea stilosa (Ten.) Rchb.
- Hutchinsia tasmanica Hook. ≡ Capsella tasmanica (Hook.) F.Muell.
- Hutchinsia tenuis O.E.Schulz ≡ Hornungia procumbens subsp. procumbens
- Hutchinsia tibetica Thomson ≡ Hedinia tibetica (Thomson) Ostenf.
- Hutchinsia torreana Ten. ≡ Noccaea praecox (Wulfen) F.K.Mey.
- Hutchinsia tournefortii Jord. ≡ Hornungia procumbens subsp. procumbens
- Hutchinsia trinervia DC. ≡ Noccaea trinervia (DC.) Steud.
- Hutchinsia petraea subsp. aragonensis (Rivas Goday & Borja ex Mateo) Rivas Goday & Borja ex Mateo ≡ Hornungia aragonensis (Loscos & J.Pardo) Heywood